# Coche de plaisance
 (août 2020).
 (août 2020).
Si vous disposez d'ouvrages ou d'articles de référence ou si vous connaissez des sites web de qualité traitant du thème abordé ici, merci de compléter l'article en donnant les références utiles à sa vérifiabilité et en les liant à la section « Notes et références ».
Un coche de plaisance, ou péniche de plaisance, est un type de  bateau de plaisance utilisé comme résidence sur les eaux intérieures. Il est l'équivalent fluvial du camping-car.

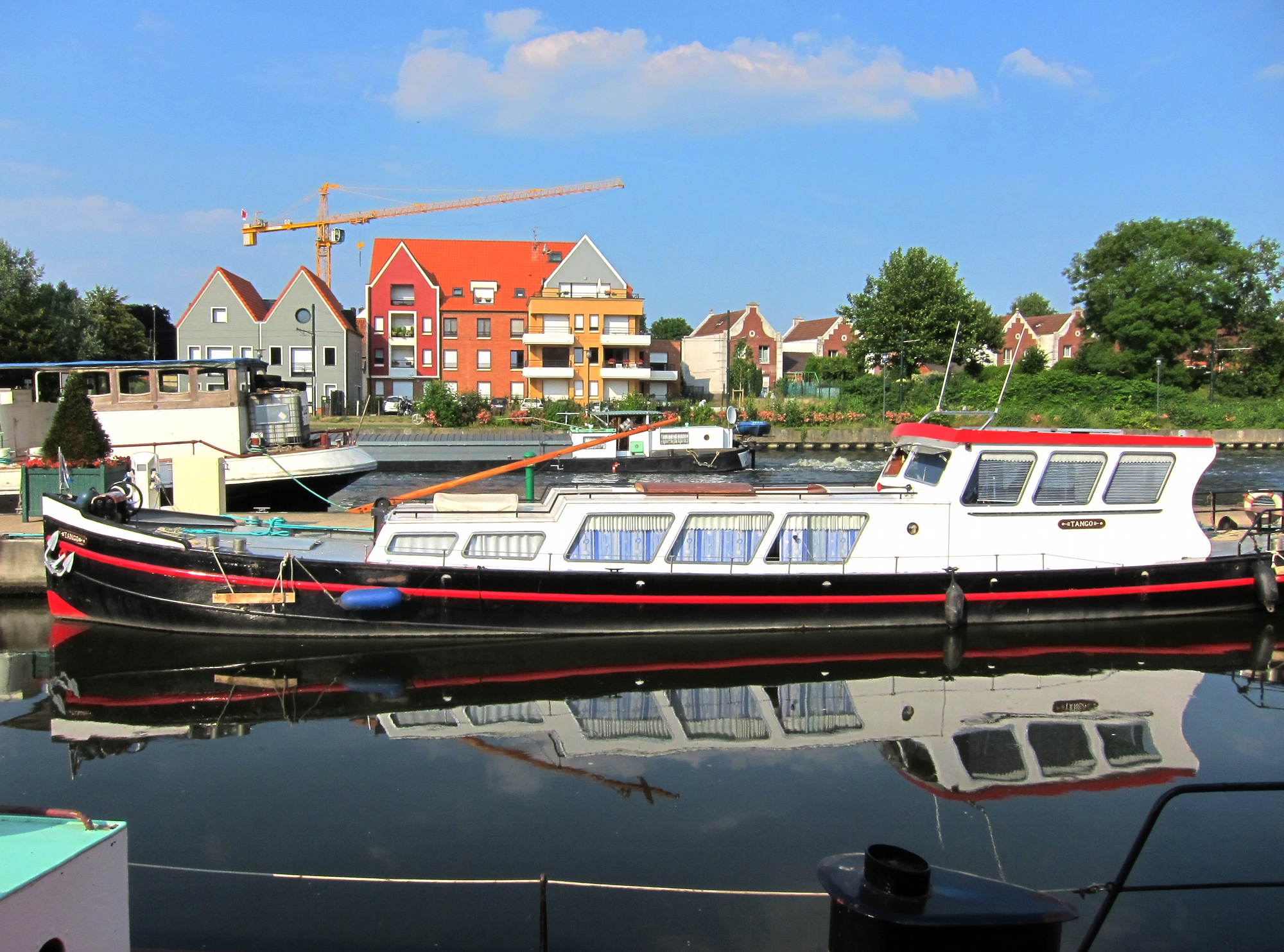
Péniche de plaisance à Wambrechies

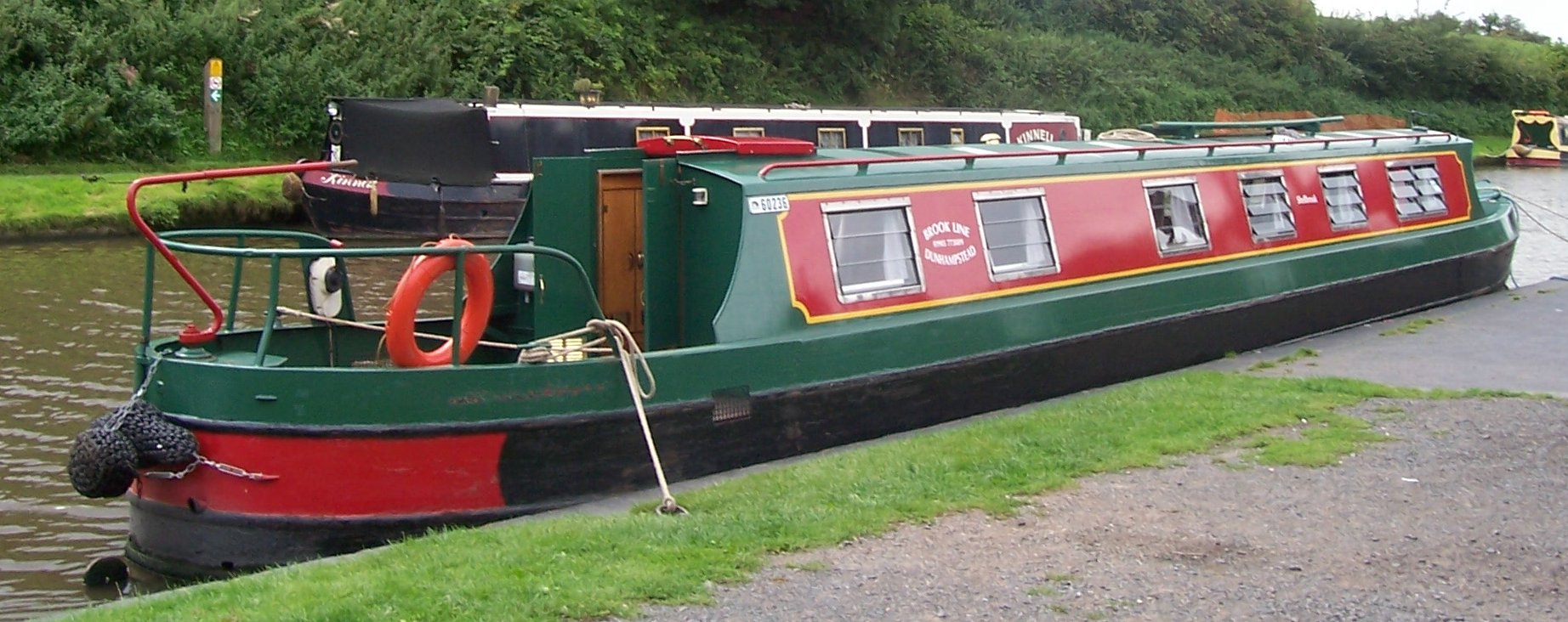
Coche de plaisance anglais narrowboat

## Utilisation du coche de plaisance
À côté des coches de plaisance appartenant à des particuliers, plusieurs entreprises proposent des bateaux en location.
Le coche de plaisance est utilisé généralement comme résidence secondaire (pour les vacances ou les week-ends).
Deux personnes au-moins sont dans la péniche : 
- une personne pour le pilotage ;
- une personne pour les manœuvres d'accostages et d'amarrages.

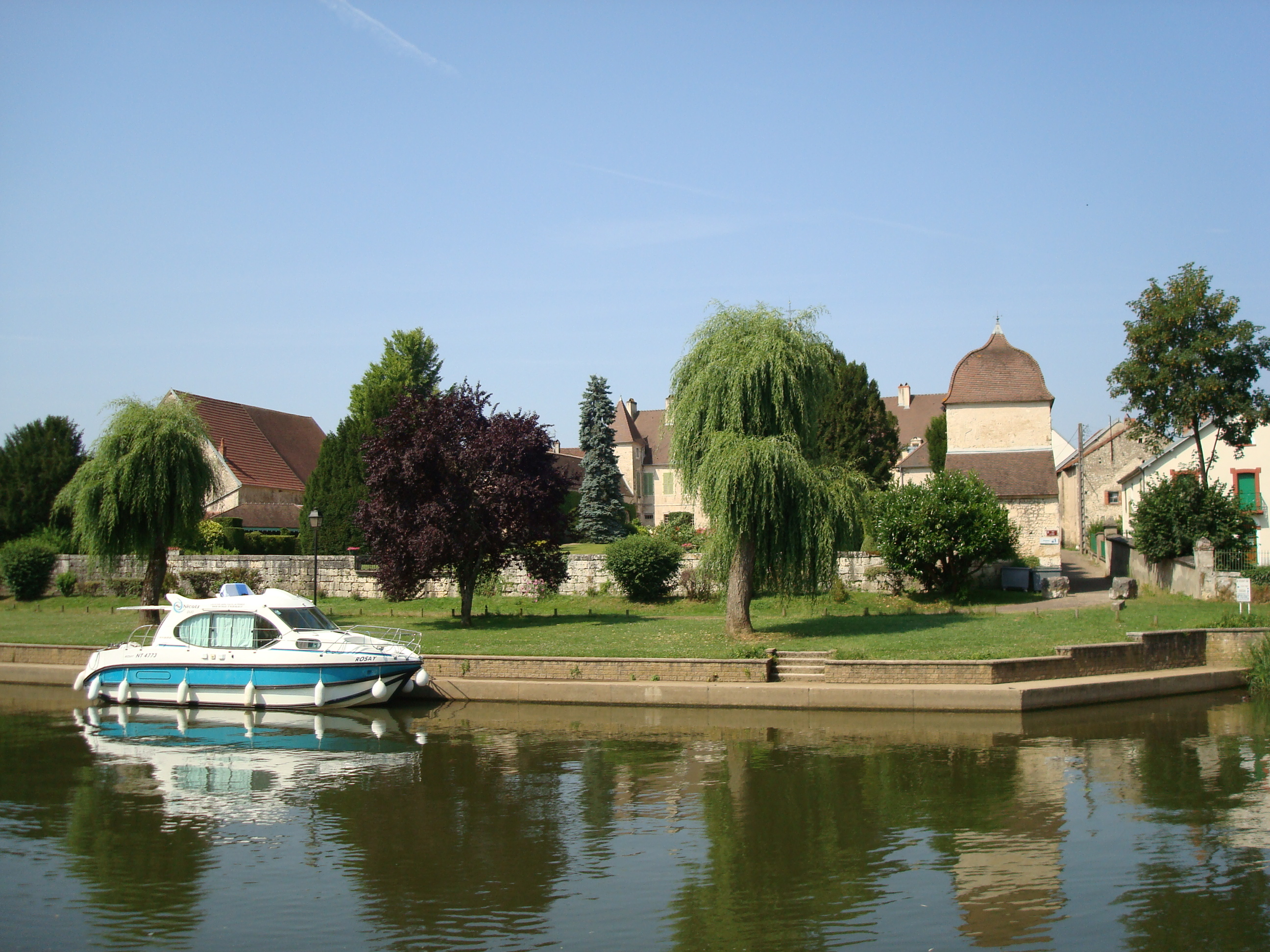
Halte nautique de Mantoche
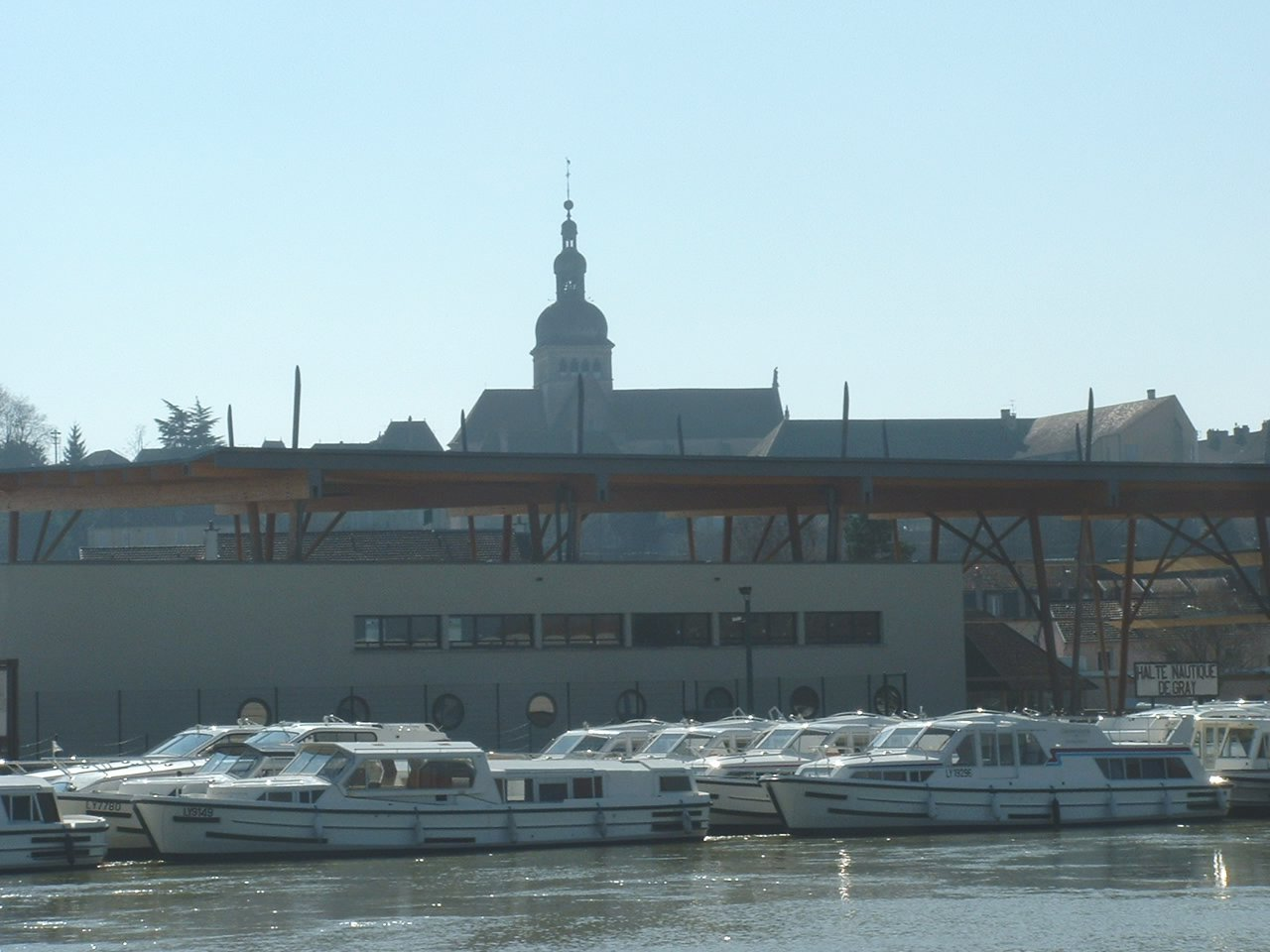
Halte (ou relais) nautique de Gray
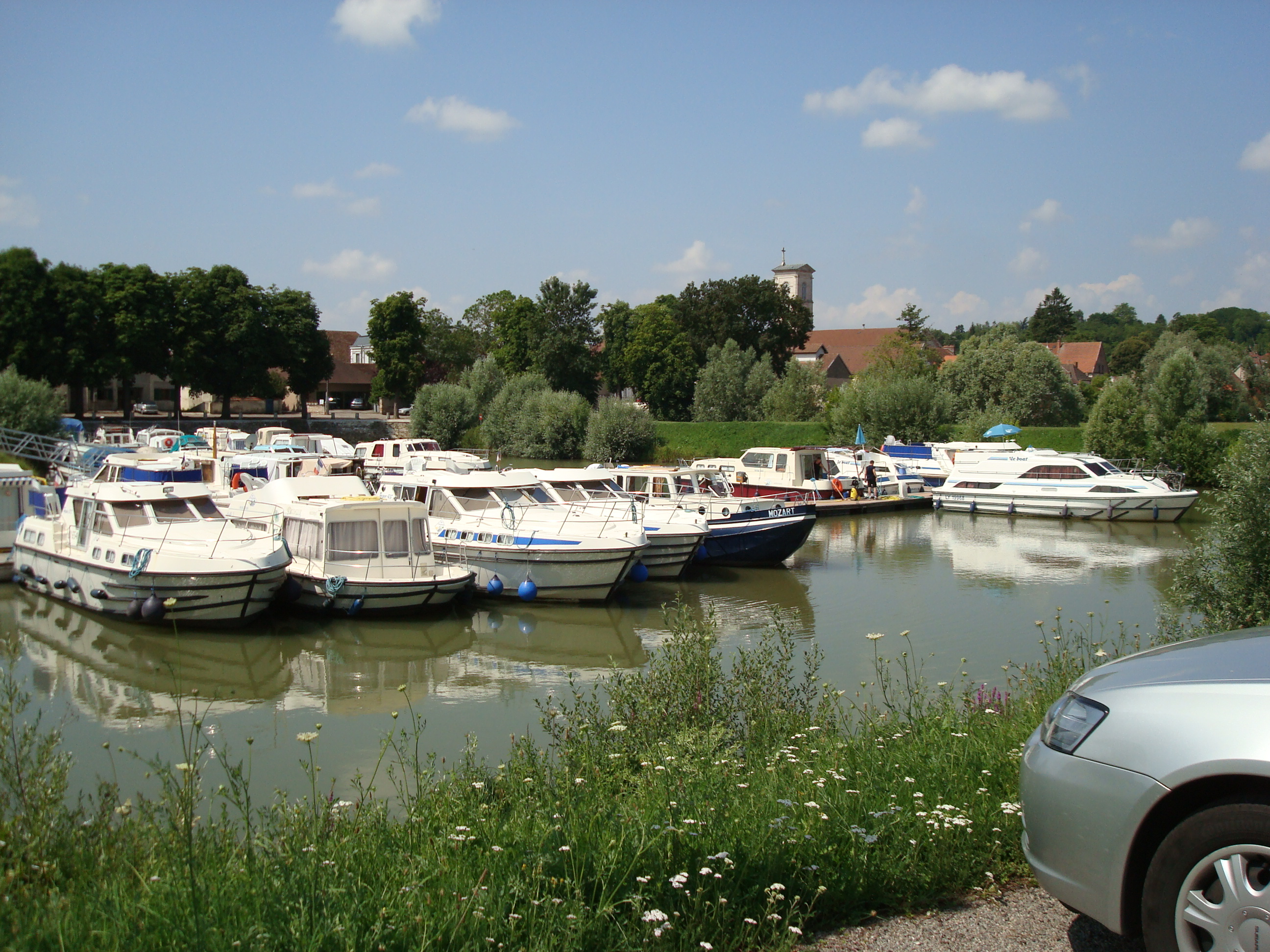
Port de plaisance de Pontailler-sur-Saône
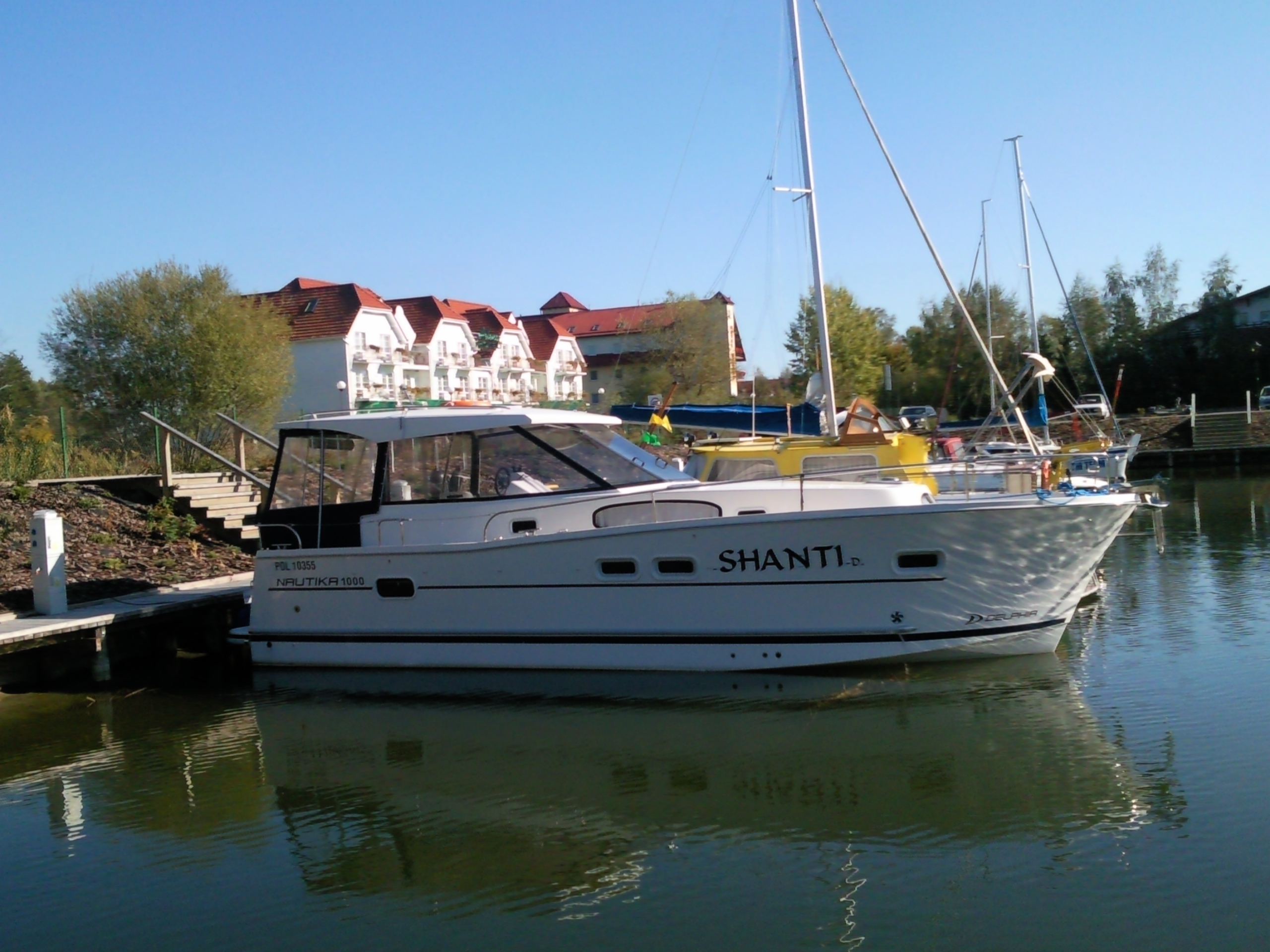
Coche de plaisance Nautika 1000 prod.
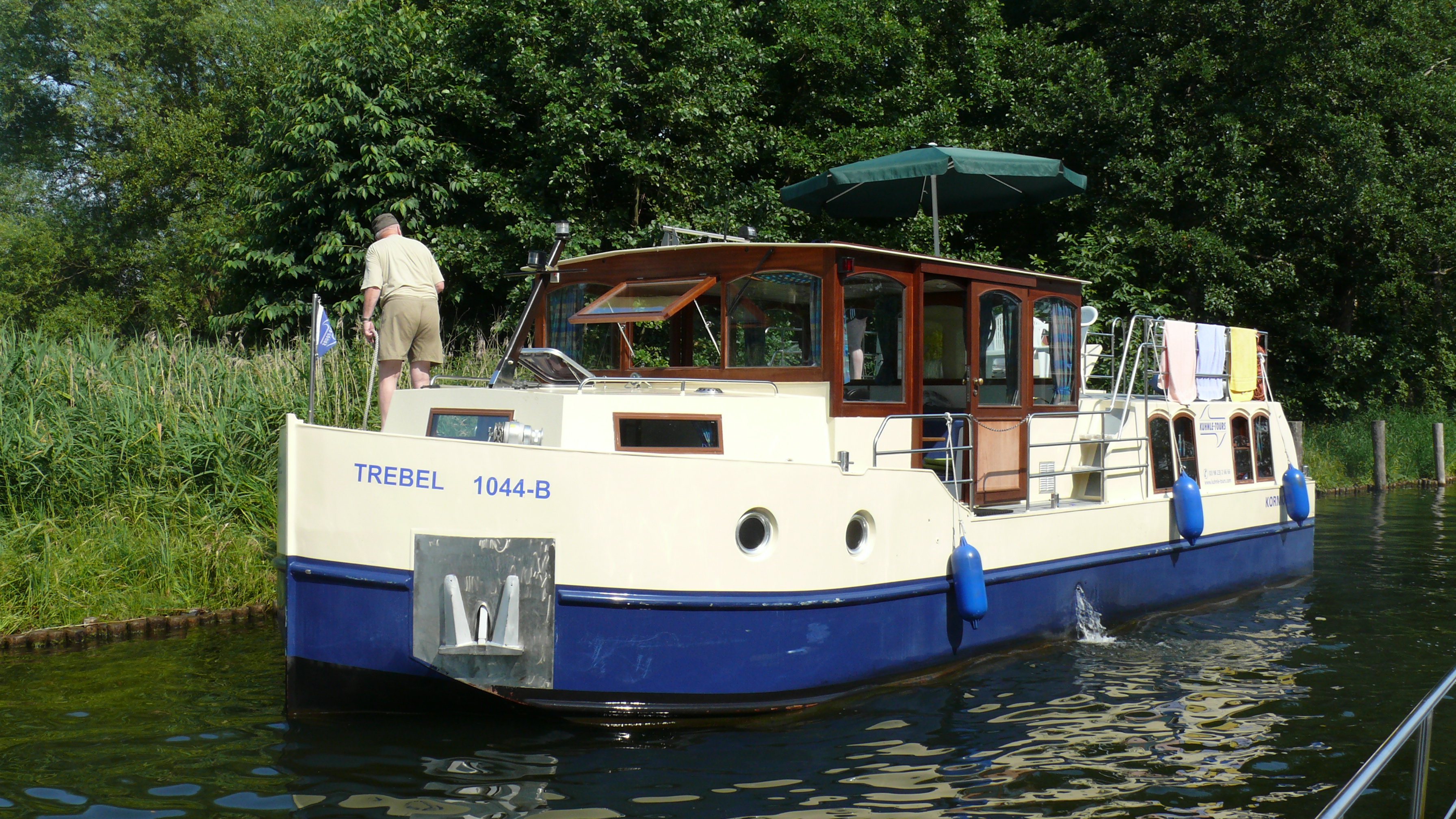
Ancienne péniche convertie en coche de plaisance
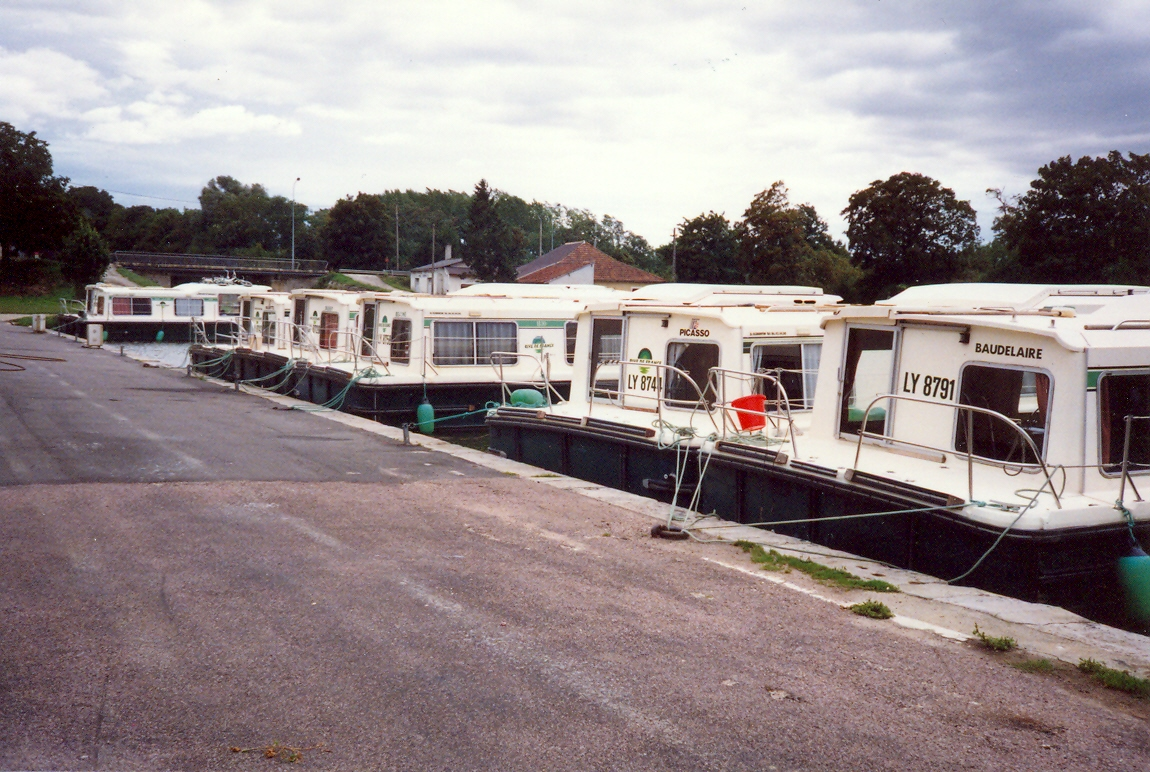
Coches de plaisance sur le canal de Bourgogne
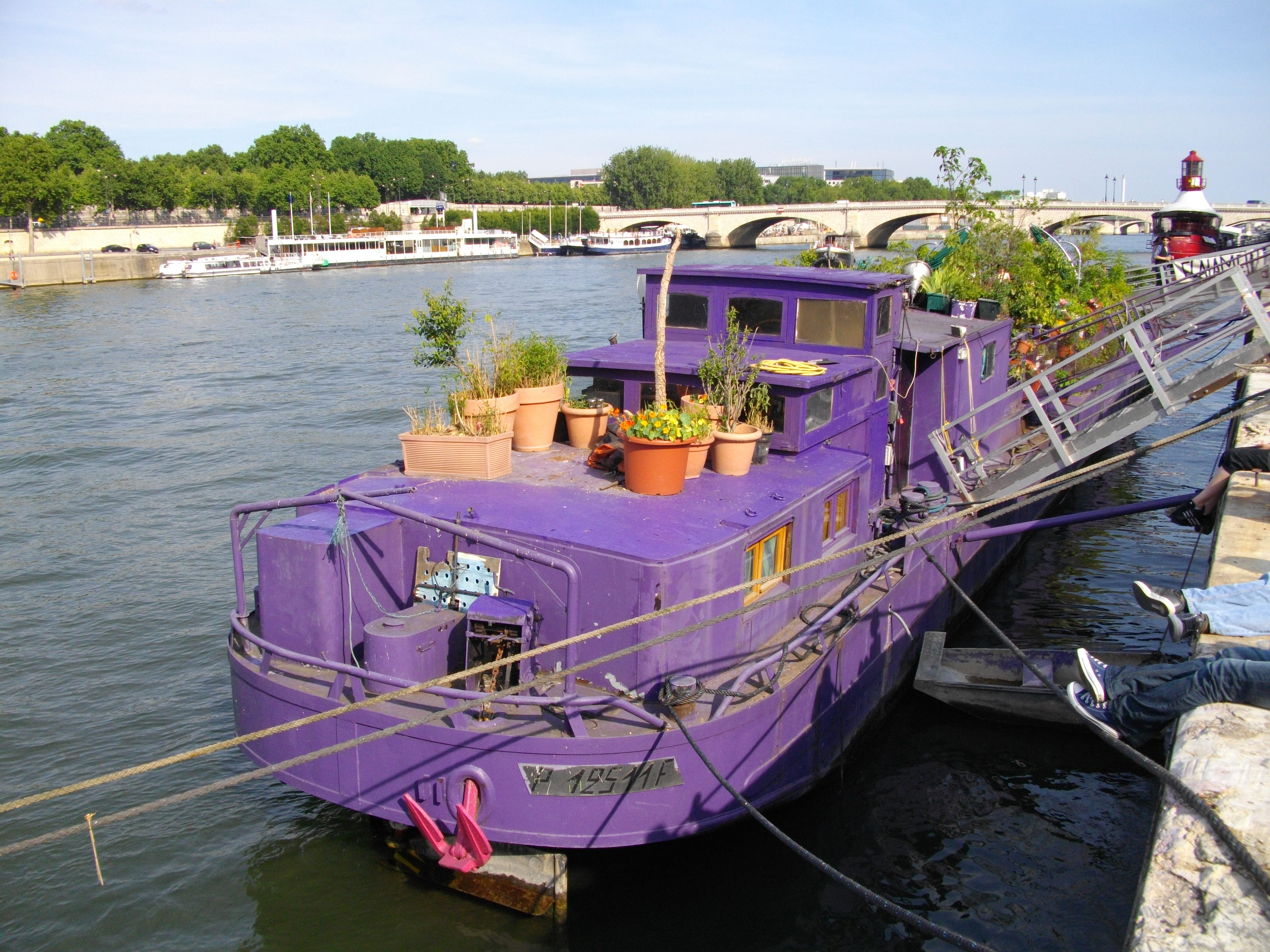
Péniche habitation sur la Seine
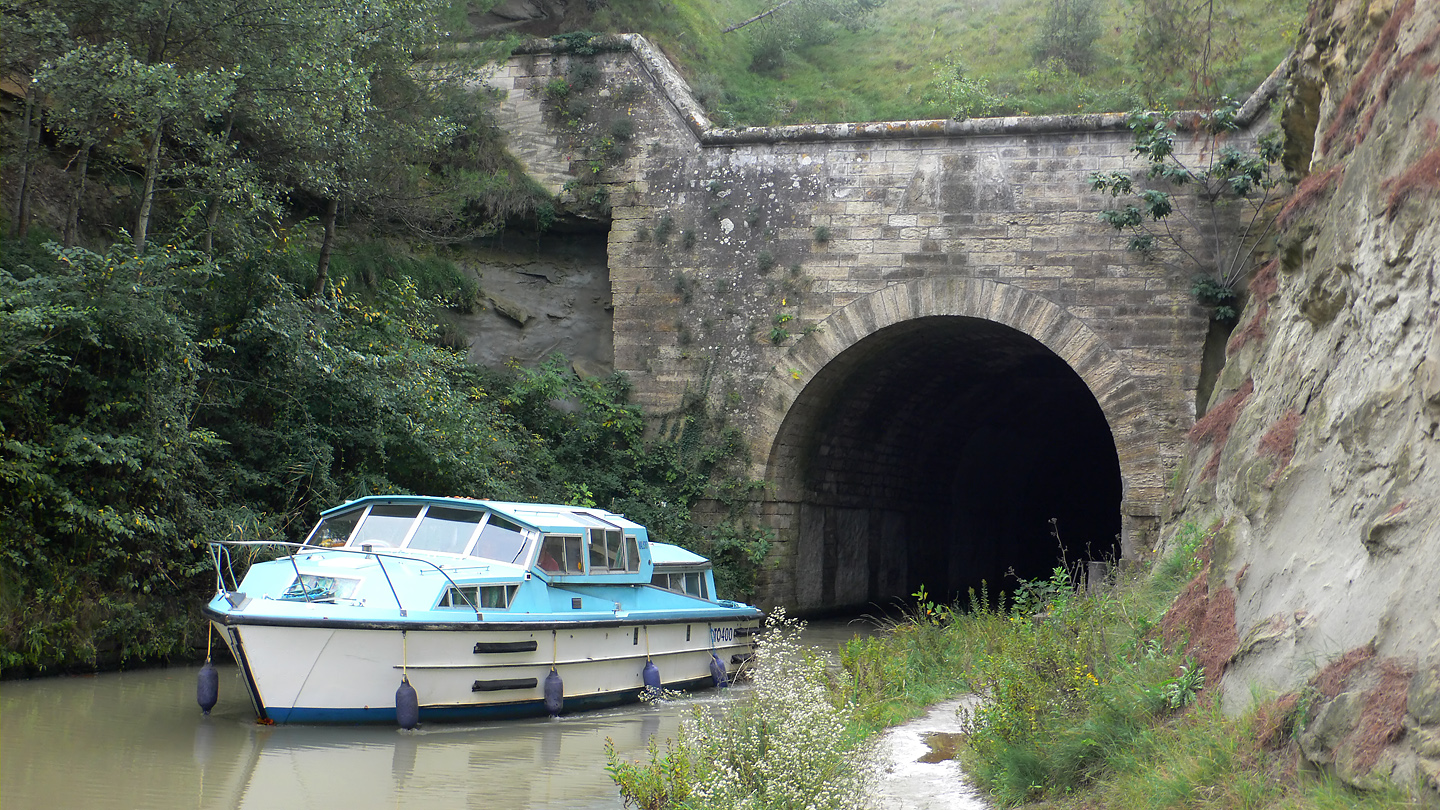
Canal du Midi
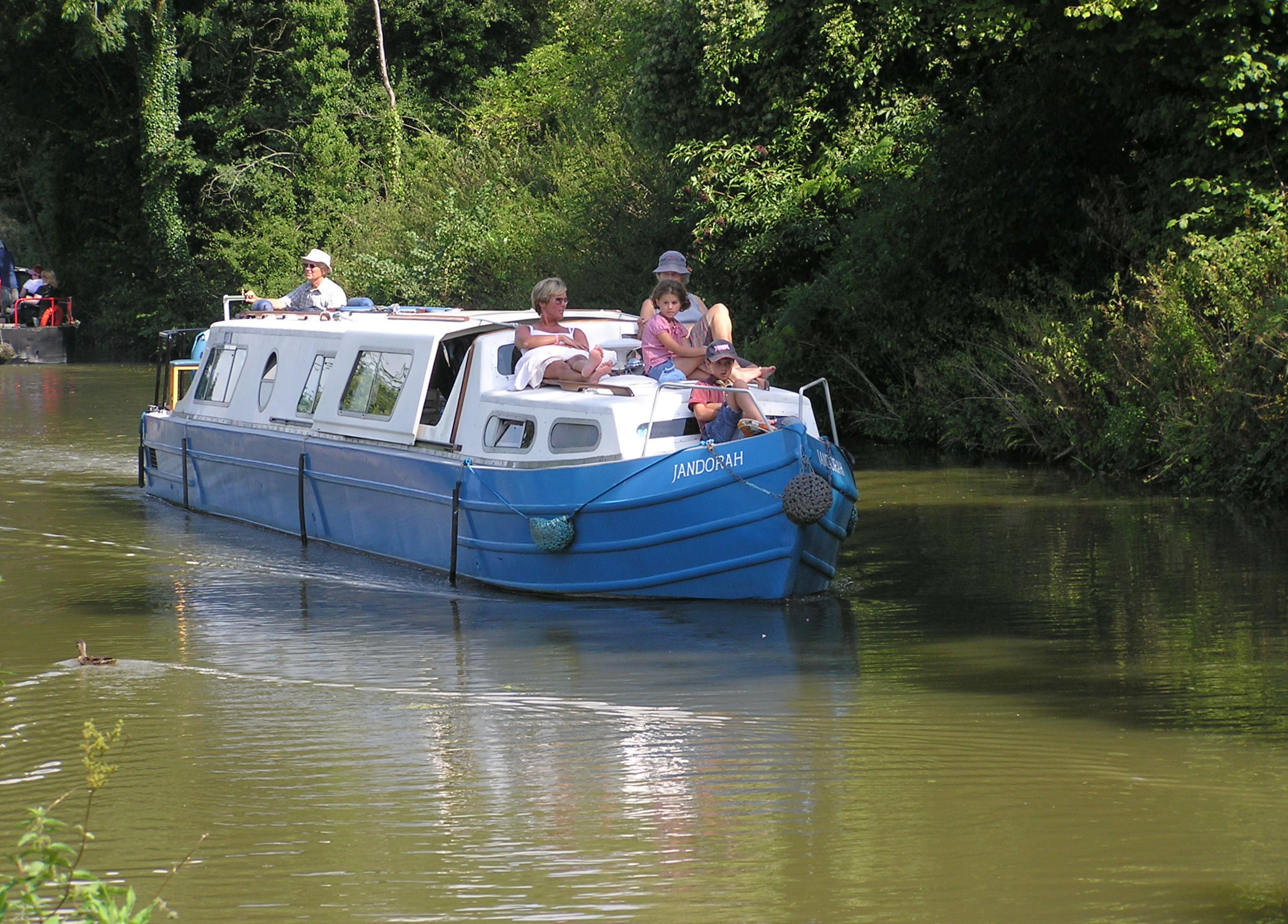
Coche de plaisance sur le canal Kennet et Avon près du pont-canal de Dundas, Wiltshire, Angleterre

## Équipement
Les coches de plaisance sont équipés pour recevoir de deux à environ douze personnes. Les coches de plaisances sont semblables aux camping-cars équipés généralement d'un système de chauffage, eau chaude et froide, douche, WC marin ou de toilette avec fosse septique et d'une cuisine entièrement équipée avec réfrigérateur et une cuisinière.
Les coches de plaisance sans permis (mais avec une carte de plaisance) ont une longueur comprise entre sept et 15 mètres et une largeur de deux à quatre mètres.
La réglementation précise le matériel exigé.

## Permis pour la conduite d'un coche de plaisance
La carte de plaisance

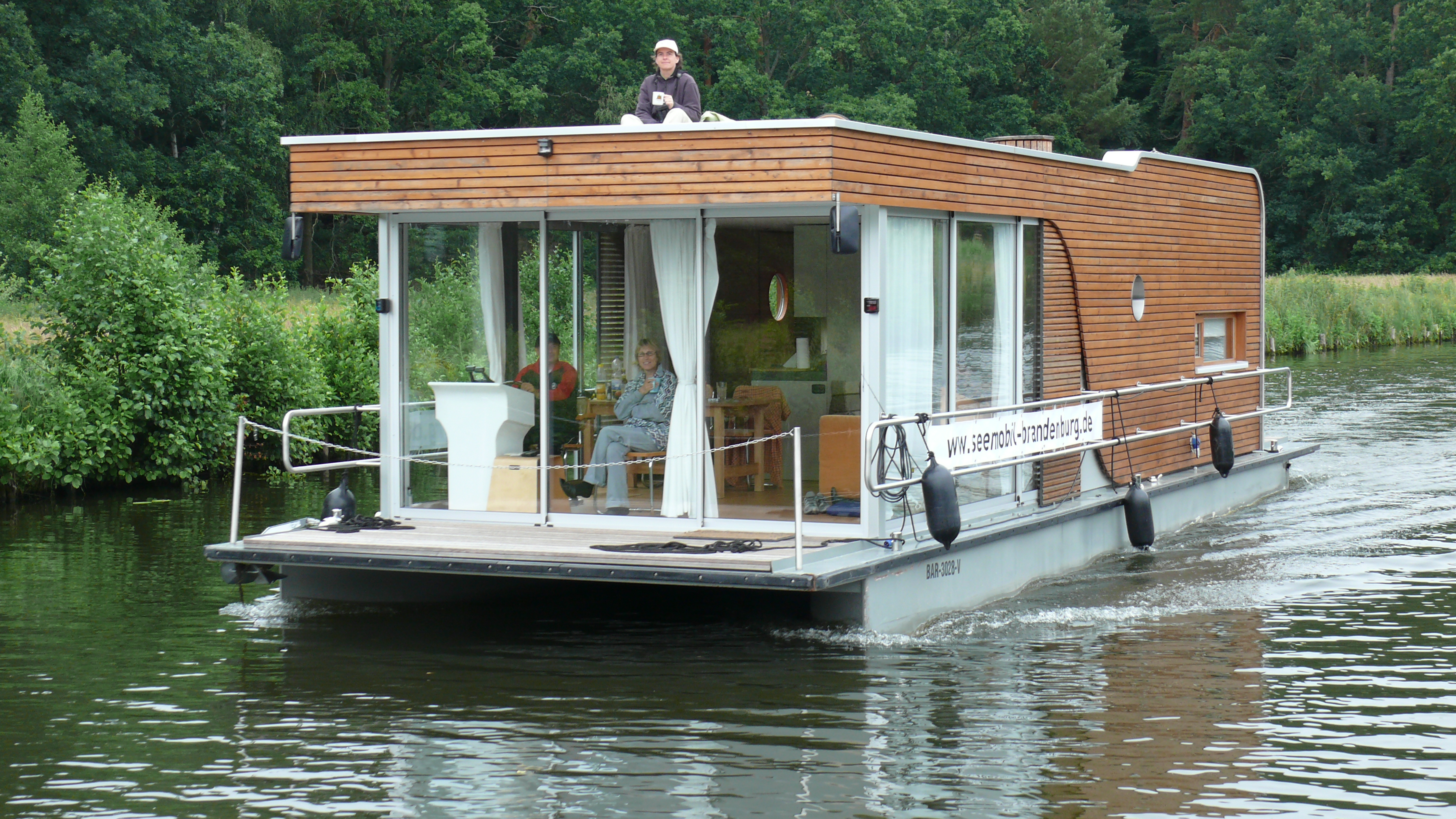
Coche touristique de location.

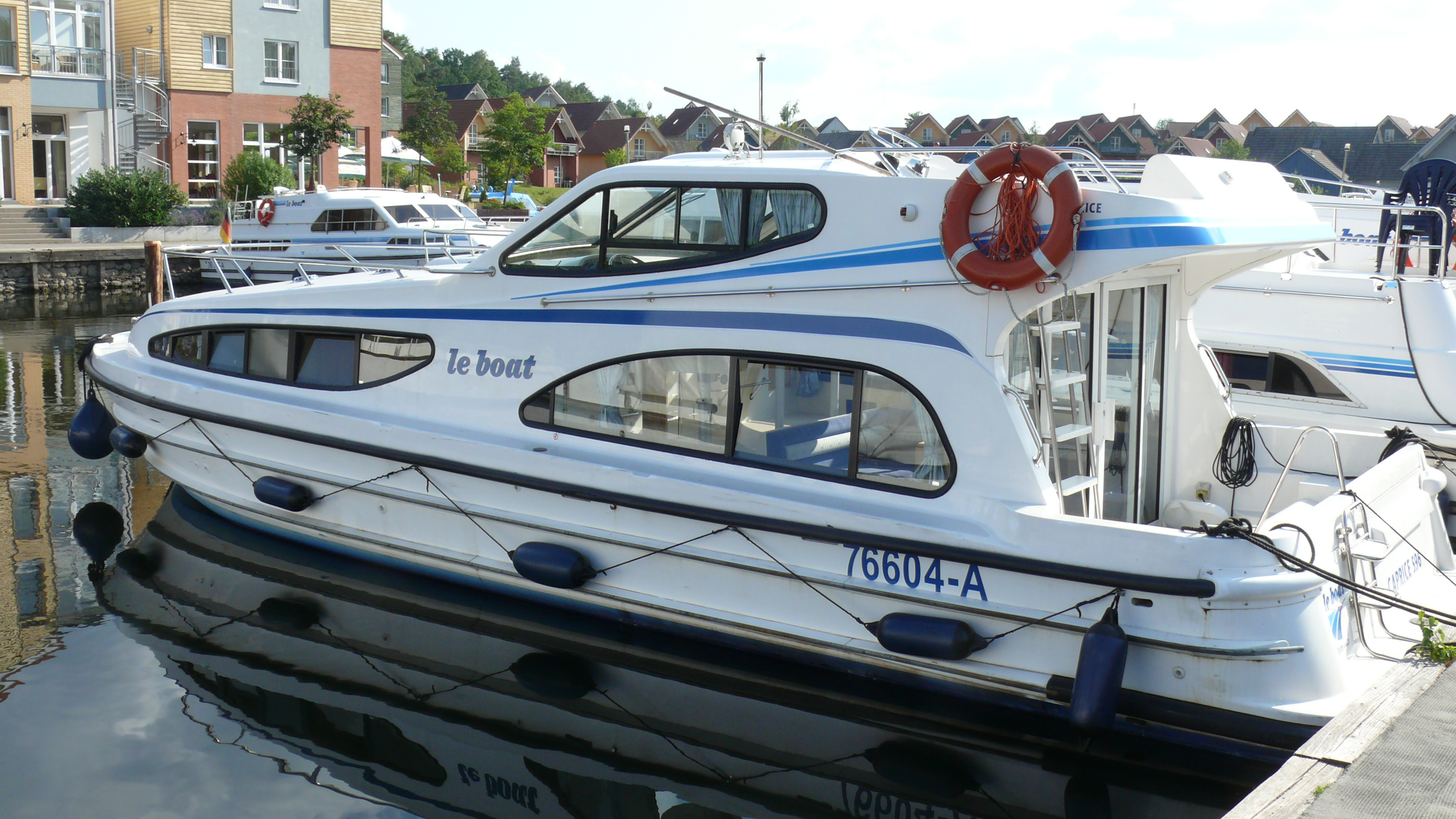
Coche de plaisance.

- Sans être titulaire d'un permis plaisance en eaux intérieures.
- L'entreprise de location dispense une formation suffisante pour la conduite du coche de plaisance en location puis délivre la carte de plaisance pour un seul voyage à des dates prédéterminées en eaux intérieures et dans un parcours prédéterminé de « 3e type » (hors des routes des bateaux de commerce) [4].

(Voir Carte de plaisance en Allemagne)
Permis plaisance en eaux intérieures pour la conduite en eaux intérieures
- Le permis plaisance option Eaux intérieures : permet sur les fleuves, canaux, rivières et étangs, lacs, la conduite d'un « coche de plaisance », bateau de plaisance de moins de 20 mètres de long.

- Le permis plaisance option Eaux intérieures avec l'extension Grande plaisance en eaux intérieures (ou le certificat PP) : permet sur les fleuves, canaux, rivières, étangs et lacs, la conduite d'un « coche de plaisance ».

- Le certificat C : permet sur les fleuves, canaux, rivières, étangs et lacs, la conduite d'un « coche de plaisance », bateau de plaisance de moins de 15 mètres de long et donc le taux de motorisation est inférieur à 1,15[5] (la vitesse ne peut jamais atteindre 20 km/h). Le certificat C n'est plus délivrée et reste valable.

- Le certificat international de conducteur de bateau de plaisance permet la conduite de leur bateau dans les eaux intérieures d'un autre pays de la communauté européenne [6] et dans les pays qui ont adopté la résolution n°40 du comité des transports intérieurs CEE-ONU.

Permis plaisance en mer
- Un permis plaisance en mer permet aussi de conduire un bateau de plaisance de moins de 20 mètres de long sur un « plan d'eau intérieure fermé » de « navigation de type 3 »[7] (étangs et lacs sans navire de commerce).